# Ruyschia
Ruyschia es un género con 36 especies de plantas con flores perteneciente a la familia Marcgraviaceae. 

## Especies seleccionadas
- Ruyschia amazonica
- Ruyschia bahiensis
- Ruyschia bicolor
- Ruyschia clusiaefolia
- Ruyschia corallina
- Ruyschia crassipes
- Ruyschia cymbadenia